# Oku (arrondissement)
Oku est un arrondissement du Cameroun situé dans la région du Nord-Ouest et le département du Bui. C'est aussi le siège d'une chefferie traditionnelle de 2e degré.

## Structure administrative
Outre la ville d'Oku et ses différents quartiers, l'arrondissement qui couvre le territoire de la commune d'Elak-Oku comprend les villages suivants :
- Bow
- Fekeng
- Ibal
- Ibalichim
- Ichim
- Jikijem
- Kesoten
- Kfum
- Lang
- Lum
- Mbam
- Mbancham
- Mbockejikijem
- Mbockemlung
- Mbockenghas
- Mboc-kevu
- Mboh
- Ndum
- Ngashie
- Ngham
- Ngemsiba
- Ngvenkei I
- Ngvenkei II
- Nkfui
- Ntowel
- Simonkoh
- Tankiy